# Saint-Ouen-sur-Seine
Saint-Ouen-sur-Seine, tot 1 januari 2018: Saint-Ouen, is een gemeente in het Franse departement Seine-Saint-Denis (regio Île-de-France). De gemeente telde 53.041 inwoners op 1 januari 2022. De plaats maakt deel uit van het arrondissement Saint-Denis.

## Geografie
De oppervlakte van Saint-Ouen-sur-Seine bedroeg op 1 januari 2022 4,31 vierkante kilometer; de bevolkingsdichtheid was toen 12.306,5 inwoners per km².
De onderstaande kaart toont de ligging van Saint-Ouen-sur-Seine met de belangrijkste infrastructuur en aangrenzende gemeenten.

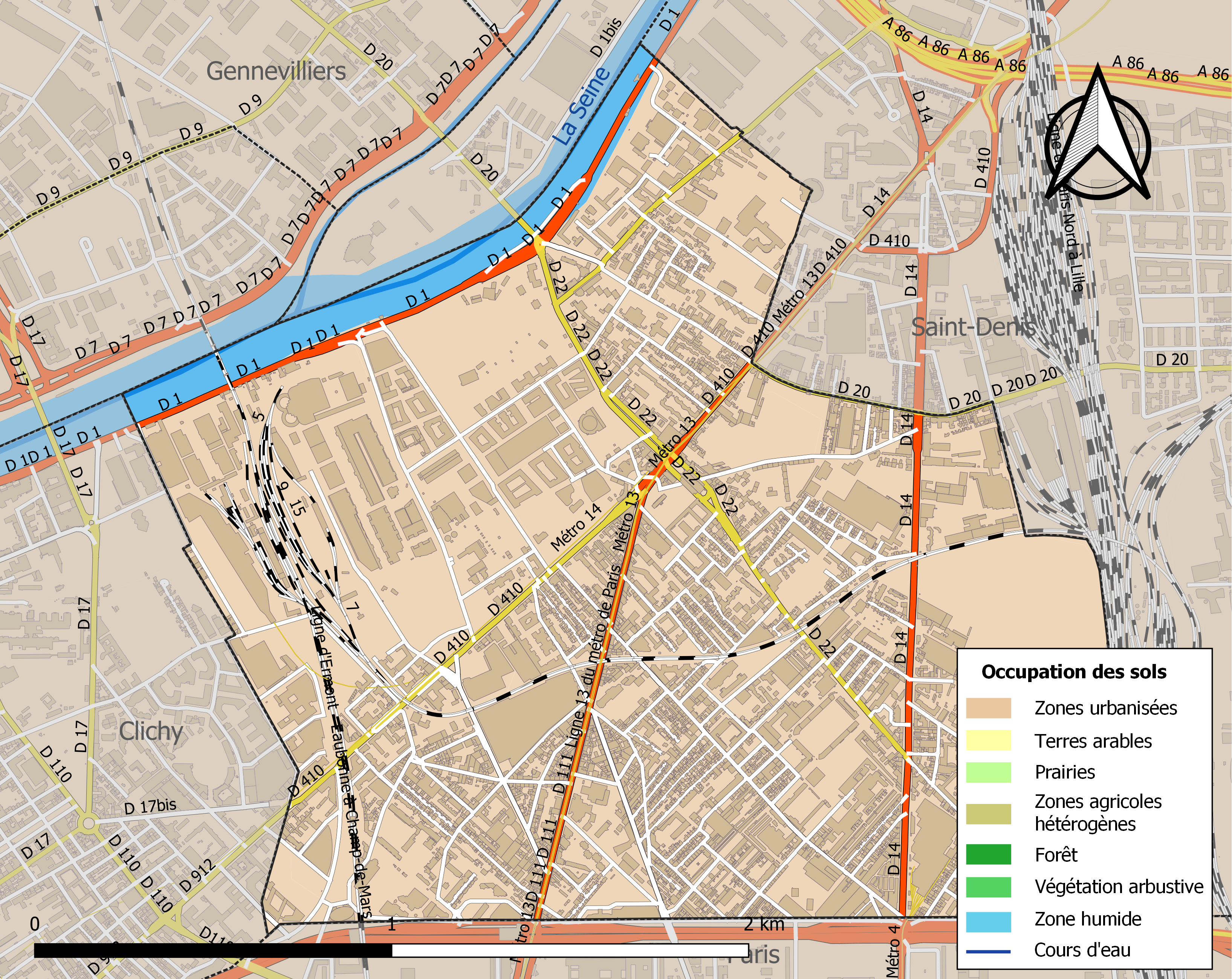

## Demografie
Onderstaande figuur toont het verloop van het inwonertal (bron: INSEE-tellingen).

## Bezienswaardigheden
De vlooienmarkt van Saint-Ouen is naar zeggen de grootste rommelmarkt ter wereld met een oppervlakte van zeven hectare aan kramen en winkeltjes.

## Geboren
- Charles Terront (1857-1932), Frans wielrenner
- André Leducq (1904-1980), Frans beroepswielrenner
- Christian Barbier (1924-2009), Frans film- en toneelacteur
- Christiane Minazzoli (1931-2014), Frans actrice
- Filip Nikolic (1974-2009), Frans zanger en acteur
- Abdoulaye Soumare (1980), Franse voetballer

## Begraven
- Suzanne Lenglen (1899-1938), Franse tennisspeelster